# 戈拉戈卡拉纳特
戈拉戈卡拉纳特（Gola Gokarannath），是印度北方邦Kheri县的一个城镇。总人口53832（2001年）。

## 人口
该地2001年总人口53832人，其中男性28626人，女性25206人；0—6岁人口7352人，其中男3862人，女3490人；识字率68.08%，其中男性为73.37%，女性为62.08%。